# 야두
야두(산스크리트어: यदु)는 인도 신화에 등장하는 전설적인 왕으로, 초기 베다 시대의 인도아리아인 5부족 중 하나인 야두족의 시조이다. 푸라나에 따르면 야두의 계통은 브라흐마 -> 아트리-> 찬드라 -> 부드하 -> 푸루라바 -> 아유 -> 나후샤 -> 야야티 -> 야두로 거슬러 올라가며 야두의 아버지인 야야티 왕이 야두에게 남쪽 땅을 물려주었고 이후 남쪽 땅에 정착한 야두가 낳은 자식들이 야두족의 시초가 되었다고 한다.

## 같이 보기
- 이크슈바쿠
- 바라타